# Гримдарк
Гримдарк (Grimdark) — піджанр фантастики з особливо антиутопічним, аморальним і насильницьким стилем або обстановкою. Цей термін натхненний слоганом настільної стратегічної гри Warhammer 40,000: «У похмурій темряві далекого майбутнього є лише війна».

## Визначення
Було зроблено кілька спроб дати визначення неологізму «гримдарк»:
- Адам Робертс описав це як вигадку, «де ніхто не достойний і сила має право», і як «стандартний спосіб посилатися на фантазії, які повертаються спиною до більш піднесених, прерафаелітівських бачень ідеалізованого середньовіччя, і натомість наголошують на тому, як огидно, жорстоким, коротким і, е-е, темним життям тоді було „справді“». Але він зауважив, що гримдарк має мало спільного з переосмисленням справжньої історичної реальності, а більше з передаванням відчуття того, що наш власний світ є «цинічним, розчарованим, ультранасильницьким місцем».[1]
- Женев'єв Валентайн назвала гримдарк «скорочення для піджанру фентезійної фантастики, що претендує на торгівлю психологією героїв-мечоносців і похмурим реалізмом, що стоїть за всією цією королівською політикою».[4]
- На думку Джареда Шуріна, похмуре фентезі має три ключові складові: похмурий і темний тон, відчуття реалізму (наприклад, монархи марнославні, а герої недосконалі) та активність протагоністів; тоді як у високому фентезі все є наперед визначено, і напруга обертається навколо того, як герої перемагають Темного Володаря, гримдарк — це «фантастичний протестантизм»: персонажам доводиться вибирати між добром і злом, і вони «так само втрачені, як і ми».[5]
- Ліз Бурк вважала, що визначальною характеристикою гримдарка є «відступ до оцінки темряви заради самої темряви, до своєрідного нігілізму, який зображує правильні дії… як неможливі або марні». Це, за її словами, має наслідком звільнення героїв, а також читача від моральної відповідальності.[6]
- Гелен Янґ прирівнює похмуре до суворого фентезі, прикладом чого є серія «Пісня льоду та полум'я» Джорджа Мартіна.[7]

Також обговорювалося питання, чи є гримдарк самостійним жанром, чи це просто марний ярлик, який не приносить користі. Валентин зазначив, що хоча деякі письменники прийняли цей термін, інші вважають його «зневажливим терміном для фентезі, який руйнує тропи, несправедливо застосований штамп».

## Використання в фантастичній літературі
За словами Адама Робертса, гримдарк — це «антитолкінівський» підхід до написання фентезі. На думку Робертса, популярна похмура фентезійна серія Джорджа Р. Р. Мартіна «Пісня льоду та полум'я» характеризується своєю реакцією на ідеалізм Толкіна, хоча вона багато в чому зобов'язана Толкієну. За словами Джона Ґаррада, гримдарк асоціюється з готичним рухом 1990-х, його негативом і акцентом на втрати.
Пишучи в Ґардіан у 2016 році, Деміен Волтер резюмував те, що він вважав «домінуванням гримдарку» у жанрі фентезі, як «більше мечів, більше боротьби, кривавішої крові, більше боротьби, сокири, більше боротьби» та «комерційний імператив для завоювання читачів-підлітків чоловічої статі». Він бачив цю тенденцію як опозицію до «справді епічного та більш емоційно нюансованого типу фентезі», яке доставляло оповідання.
Ґлен Кук, Джордж Мартін, Джо Аберкромбі, Річард Морґан, Стівен Еріксон, Пол Керні писали фентезі гримдарк з 1980-х років і Марк Ловренс. У ширшому розумінні «повсюдно суворий, похмурий, песимістичний або нігілістичний погляд на світ», характерний для похмурої фантастики, можна знайти в багатьох популярних фантастичних творах 2000-х років, включаючи комікси про Бетмена, телесеріал «Пуститися берега» та медіафраншиза «Ходячі мерці».

## Контраст жанрів і течій
У 2017 році письменниця Александра Роуленд запропонувала, що «протилежністю гримдарка» є «гоуппанк», напрямок, який підкреслює те, що гримдарк відкидає: важливість надії та відчуття того, що за ідеали варто боротися, попри труднощі. Романіст Дерек Міллер визначив гоупанк як «історії, які звільняють душу від темряви. Це потребує розміщення персонажів і дії в темному світі, а потім спрямування драми та активності на світло. Незалежно від того, досягнуть вони цього чи ні, є частиною історія».
Ще один стиль, запропонований для контрасту з гримдарком, — це «ноублбрайт», який бере за основу те, що хороші бої не лише варті того, щоб боротися, але й те, що їх можна виграти та призвести до щасливого кінця.